# Zdeněk Kopal

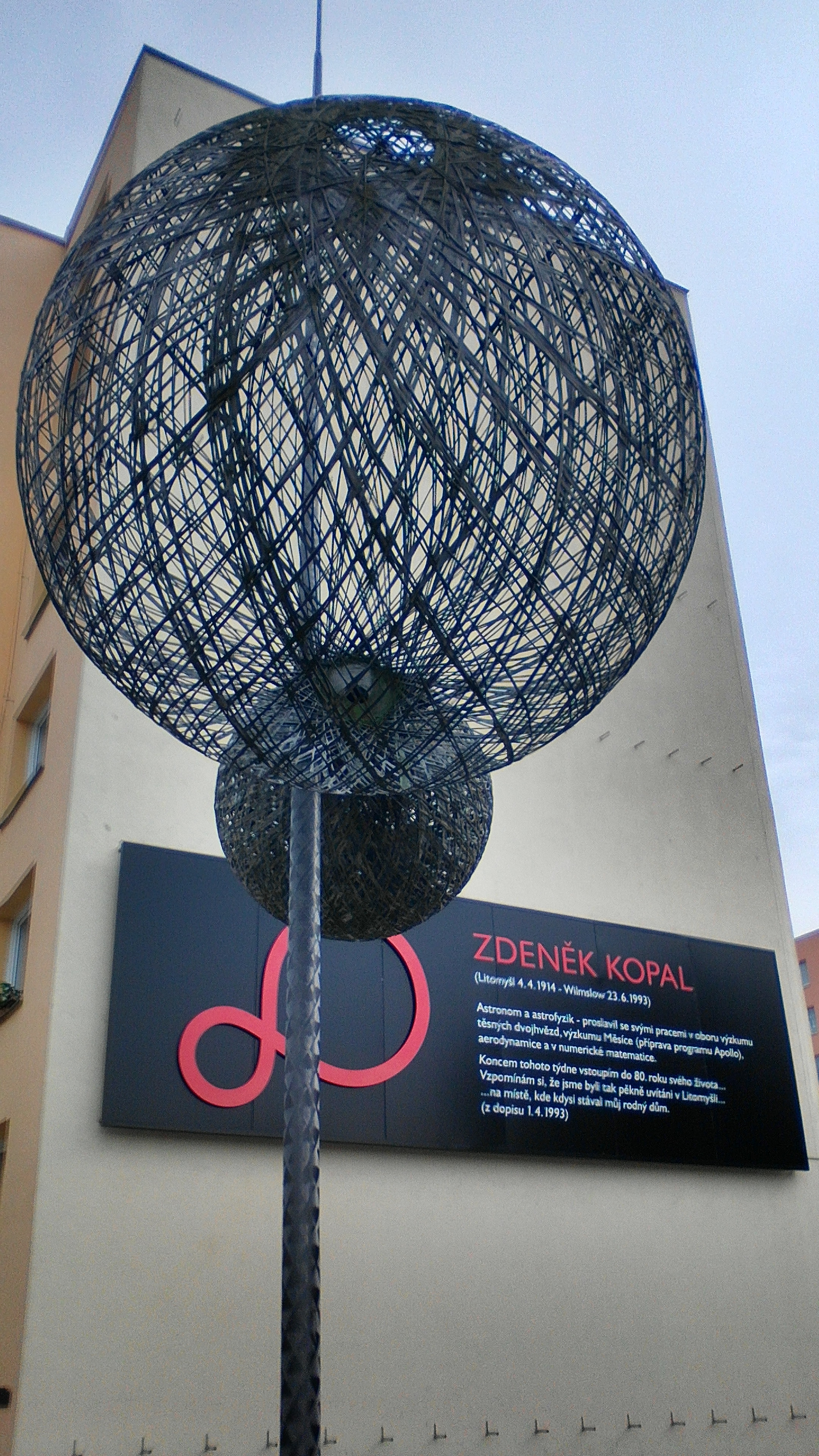
Skulptur "Binary star" zum Gedenken an Zdeněk Kopal. Platziert an seinem Geburtshaus in Litomyšl (2016)

Zdeněk Kopal (* 4. April 1914 in Litomyšl, Bezirk Leitomischl; † 23. Juni 1993) war ein Astronom, der in Ostböhmen geboren und ab 1918 in der Tschechoslowakei aufgewachsen ist. Später lebte er überwiegend in England.
In der Anfangszeit seiner astronomischen Karriere waren seine Arbeitsgebiet die Veränderlichen Sterne, insbesondere die Bedeckungsveränderlichen. Später arbeitete er auf dem Gebiet der Astronomie des Sonnensystems. In den 1960er Jahren kartographierte er mit zehntausenden von Fotos die Oberfläche des Mondes. Er nutzte dazu das Observatorium auf dem Pic du Midi de Bigorre in den französischen Pyrenäen. Dieses Projekt diente der Vorbereitung der Apollo-Mission und wurde von der NASA finanziert.
Der Asteroid (2628) Kopal wurde ihm zu Ehren nach ihm benannt.